# 足瀨站
足瀨站（日语：／ Ashigase eki */?）是位於岩手縣遠野市上鄉町細越，東日本旅客鐵道（JR東日本）的釜石線車站。

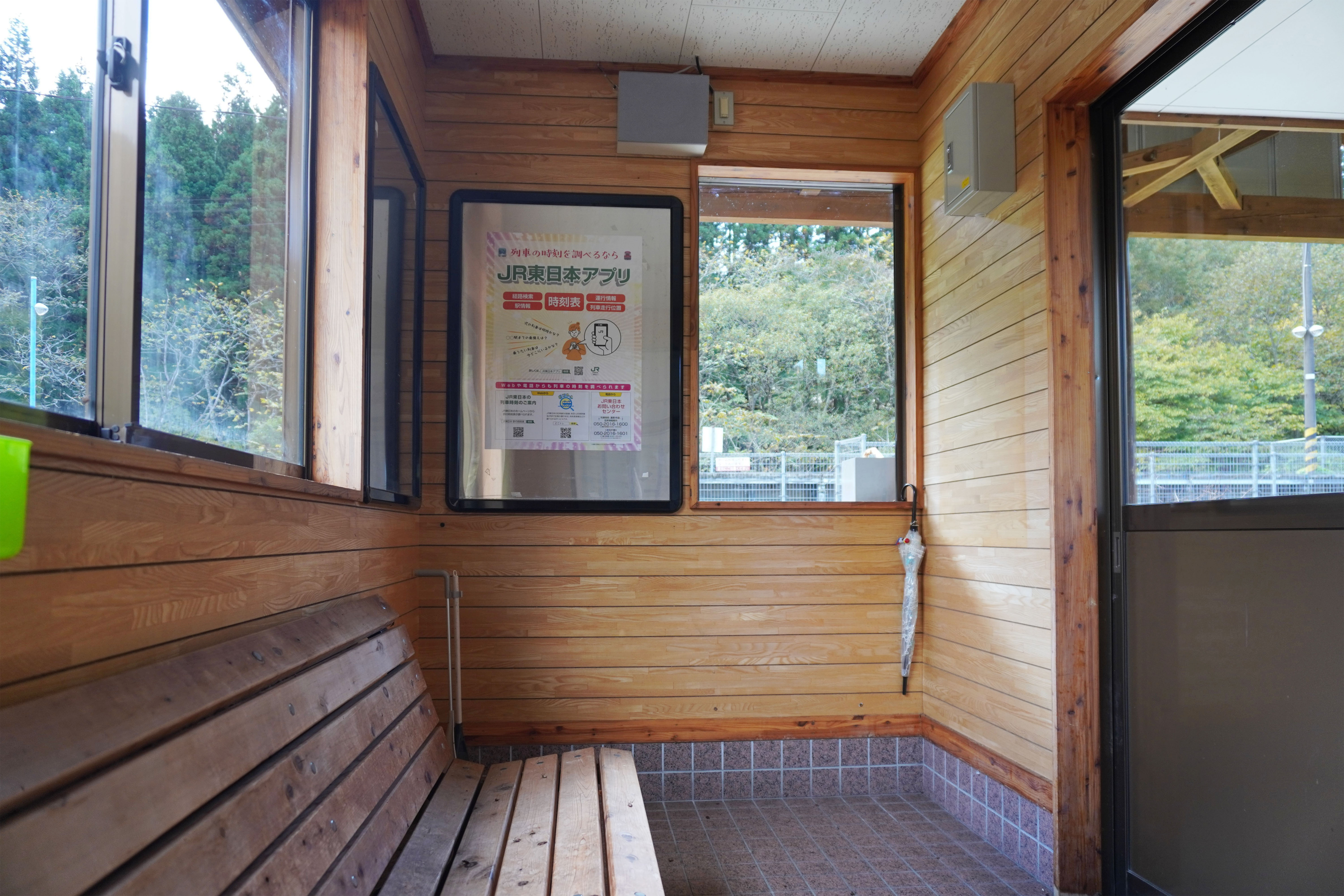
候車室內（2023年10月）

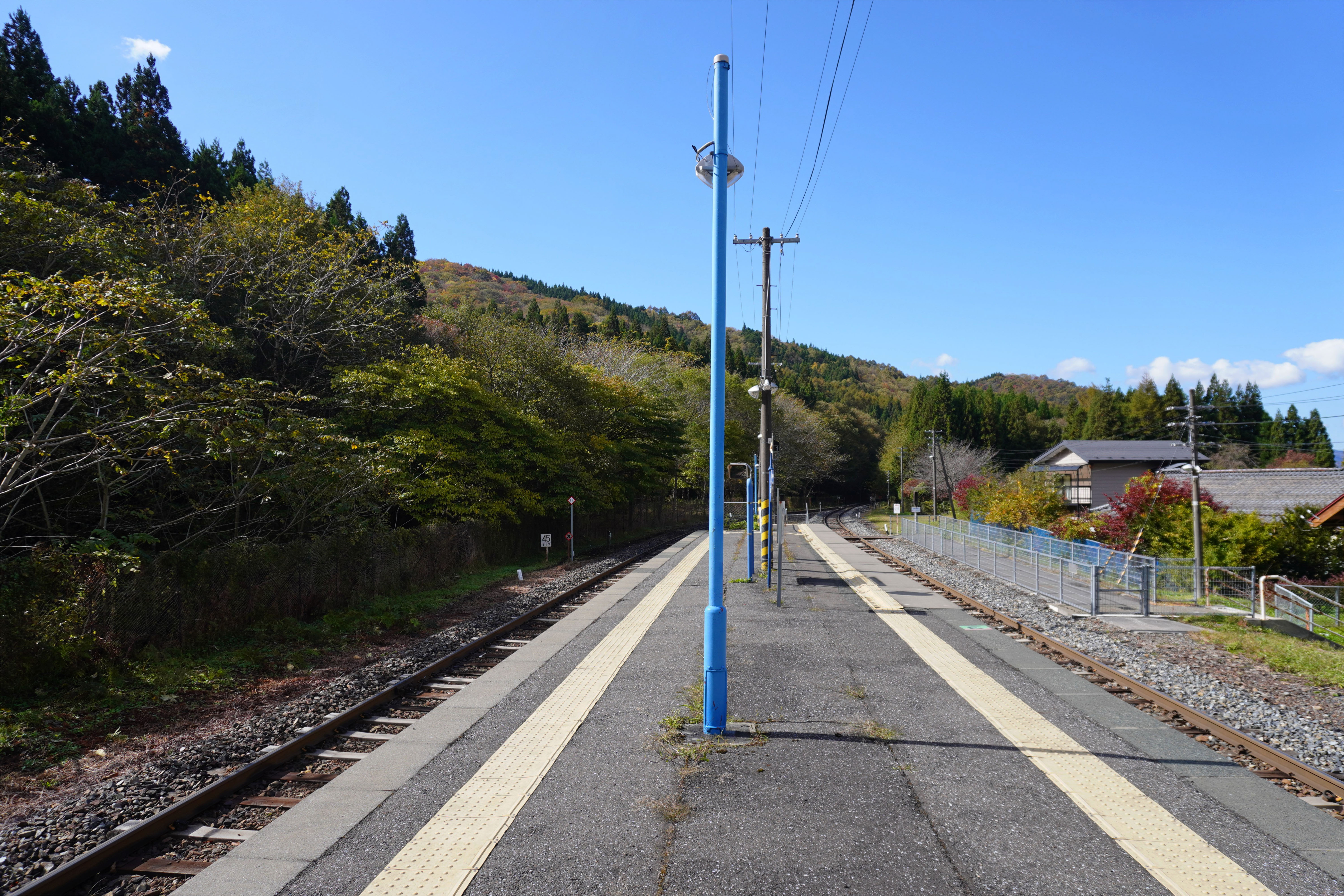
月台（2023年10月）

## 歷史
在1914年（大正3年）4月18日，岩手輕便鐵道遠野至仙人峠之間開通，此站當時還未啟用。此站於翌年1915年（大正4年）11月23日才啟用。當時軌距為762毫米的特殊狹軌（輕便鐵路）。另外，由於岩手輕便鐵道中間區間的工程嚴峻，因此當初只開於西邊的區間。花卷至仙人峠區間在1915年（大正4年）11月23日才全線開通。
在1936年（昭和11年）8月1日，路線國有化後成為國鐵車站。後來進行了改距軌工程，以符合國鐵標準1,067毫米。另外，當時此站往三陸海岸方向中，下一站已經是東邊的終點站仙人峠站，該處需要步行越過險要的仙人峠才能可轉乘釜石礦山鐵道，長久以來都是這個情況，在國有化後才開始建設鐵路線越過仙人峠。新建鐵路線不會從仙人峠站延伸，而是從此站分支，在栗木峠處建設足瀨隧道穿越，途中經過上有住站，然後鐵路線在土倉峠處建設土倉隧道，離開隧道後於仙人峠的東邊山坡下降至陸中大橋站。但是由於第二次世界大戰戰局惡化，在勞動力與物資不足的情況下，使工程一度暫停。
在1948年（昭和23年）9月，Ione颱風（日语：アイオン台風）吹襲下，山田線受到較大傷害，為了早日恢復前往三陸海岸方向的鐵路聯絡，釜石線的工程重開，在12月再次動工。在1950年（昭和25年）10月10日，跨越仙人峠的區間完成，釜石線全線開通。遠野至足瀨之間的改軌距工程也完成，全區間均可使用1,067毫米軌距的列車行走。同日，此站至仙人峠站之間的區間當日停用。

### 年表
- 1915年（大正4年）11月23日：車站啟用[1]。（由信號站升級至車站）
- 1936年（昭和11年）8月1日：岩手輕便鐵道國有化，成為國鐵釜石線車站[1]。
- 1944年（昭和19年）10月11日：隨著國鐵釜石東線開業，路線名稱改名為釜石西線となる[3]。
- 1950年（昭和25年）10月10日：此站至仙人峠之間的區間廢止，取而代之為使用途上有住的新線[3]。同時代表國鐵釜石線全線開通，此站變回釜石線車站。同時以西路段的1,067毫米軌距的工程完成[3]。
- 1987年（昭和62年）4月1日：伴隨國鐵分割民營化，車站由東日本旅客鐵道（JR東日本）營運[3]。
- 1993年（平成5年）10月1日：CTC化，使此站變為無人車站[2]。足瀨站長廢止，此站由遠野站管理。
- 2018年（平成30年）6月1日： 遠野站變為業務委託車站，此站由北上站長管理。

## 車站構造

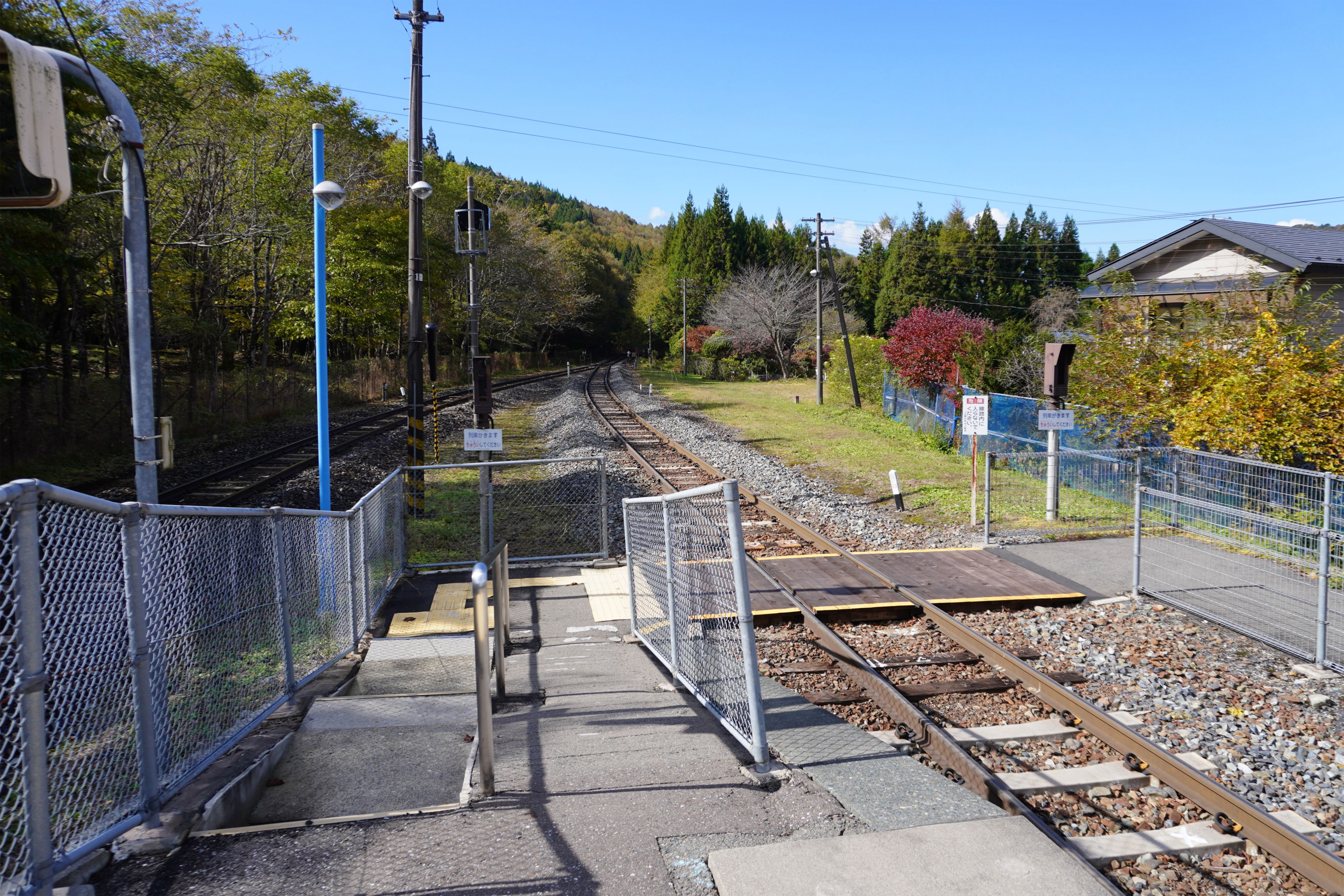
平交道（2023年10月）

車站是一座地面車站，設有1面2線的島式月台。此站是由北上站管理的無人車站。

### 月台
| 月台         | 路線    | 上下行 | 方向           |
| ------------ | ------- | ------ | -------------- |
| 車站大樓一方 | ■釜石線 | 下行   | 釜石方向       |
| 車站大樓對面 | ■釜石線 | 上行   | 花卷、盛岡方向 |

參考資料
※在旅客資訊上沒有編排月台號碼。

## 車站周邊
- 國道283號（日语：国道283号）

在距離車站數百米外設有數間民居。

## 其他
- 此站的愛稱為「Montopasejo（世界語）」，意思為山口。
- 定期觀光列車SL銀河（日语：SL銀河）雖然在時間表上顯示為通過此站，但是實際上列車會在此站停靠6～7分鐘作車輛檢查。

## 相鄰車站
東日本旅客鐵道（JR東日本）
■釜石線
□快速「濱百合」
通過
■普通
平倉－足瀨－上有住

### 曾經存在的路線
日本國有鐵道
釜石西線（1950年10月10日廢止）
足瀨－仙人峠

## 注腳
1. 1 2 3 4 5 6 7 8  《歴史でめぐる鉄道全路線 国鉄・JR》 通卷21號 釜石線、山田線、岩泉線、北上線、八戶線 10頁
2. 1 2 3  “JR釜石線自動制御に移行 7駅が無人化 地元に不満残したまま”. 岩手日報 (岩手日報社): p.2 (1993年10月2日 夕刊)
3. 1 2 3 4 5 6 7 8 9  《歴史でめぐる鉄道全路線 国鉄・JR》 通卷21號 釜石線、山田線、岩泉線、北上線、八戶線 11頁
4. ↑  JR東日本:駅構内図 （页面存档备份，存于）（日語）

## 外部連結
- 車站資訊（足瀨）：東日本旅客鐵道（日語）